# Pablo López Vidal
Pablo López Vidal (La Coruña, Galicia, España, 21 de septiembre de 1977), más conocido como Pablo López, es un exfutbolista y entrenador de fútbol español que actualmente dirige al Racing Club Ferrol de la Primera Federación.
Durante su trayectoria como jugador disputó los torneos de Segunda división B y Tercera División, además de la Copa del Rey. Fue campeón de la Copa Real Federación Española de Fútbol con el Real Club Deportivo de La Coruña

## Trayectoria

### Como jugador
Nacido en La Coruña, Galicia, López se formó en las categorías inferiores del Orillamar SD y del Deportivo de La Coruña, pero hizo su debut en las filas del Imperátor OAR en la temporada 1996-97, logrando el ascenso a Tercera División. 
En 1997, firmó por el Pontevedra CF de la Segunda División B de España. En 1999, López fichó por el RC Celta de Vigo y fue destinado al filial de la Tercera División de España, con el que logró ascender a la Segunda División B de España en 2001. En 2003, firma por el CD Ourense de la Segunda División B de España. El 25 de junio de 2006, López firmó con el Real Oviedo de la Segunda División B de España. El 23 de julio de 2007, tras sufrir el descenso, fichó por la Cultural y Deportiva Leonesa. El 8 de julio de 2008, López firmó por la SD Ciudad de Santiago de la Segunda División B de España. El 15 de agosto de 2009, firmó por el Montañeros CF de la Segunda División B de España. En 2012, se incorporó al Club Deportivo As Pontes de la Tercera División de España y se retiró del club en julio de 2014, a los 37 años e inmediatamente se convirtió en su director deportivo.

### Como entrenador
Comenzó su trayectoria en los banquillos en la temporada 2014-15 dirigiendo al juvenil del Club Deportivo As Pontes. El 11 de junio de 2015, López fue nombrado director técnico del Club Deportivo As Pontes. Dejó el club en junio de 2016 para incorporarse al Deportivo de La Coruña como entrenador del Juvenil B, antes de convertirse en asistente de Clarence Seedorf en el equipo principal en febrero de 2018.
El 1 de septiembre de 2018, López firmó como segundo entrenador de Clarence Seedorf en la Selección de fútbol de Camerún. El 22 de julio de 2020, firmó como segundo entrenador de Emilio Larraz en el Racing de Ferrol, en el que trabajó durante tres temporadas y también fue analista durante la temporada 2023-24 en el club ferrolano antes de dejar el club. El 5 de noviembre de 2024, López fue nombrado entrenador del Ourense CF de la Primera Federación.

## Estadísticas

### Como jugador
| Categoría                              | PJ  | G |
| -------------------------------------- | --- | - |
| Segunda división B de fútbol de España | 359 | 9 |
| Tercera División de España             | 2   | 0 |
| Copa del Rey                           | 6   | 0 |
| Total                                  | 367 | 9 |

### Como entrenador
| Equipo                                          | País    | Año             |
| ----------------------------------------------- | ------- | --------------- |
| Club Deportivo As Pontes Juvenil                | España  | 2014-2015       |
| Club Deportivo As Pontes                        | España  | 2015-2016       |
| Deportivo La Coruña Juvenil                     | España  | 2016-2018       |
| Deportivo La Coruña (2.º entrenador)            | España  | 2018            |
| Selección de fútbol de Camerún (2.º entrenador) | Camerún | 2018-2019       |
| Racing de Ferrol (2.º entrenador)               | España  | 2020-2023       |
| Ourense CF                                      | España  | 2024-actualidad |

## Palmarés

### Títulos nacionales
| Título                                  | Equipo                           | Año     |
| --------------------------------------- | -------------------------------- | ------- |
| Copa Real Federación Española de Fútbol | Real Club Deportivo de La Coruña | 2001-02 |